# 대구교통공사 2000호대 전동차
대구교통공사 2000호대 전동차는 대구 도시철도 2호선에 운행되고 있는 통근형 전동차이다. 현재 총 6량 30개 편성(180량)이 운행하고 있다. 반입된 시기는 2004년 10월 19일부터 2005년까지였다.

## 구분

### 1차분 (201~230편성,2004년3월~2005년2월)
- 제작: 로템 의왕공장
- 도입: 2004년 10월 17일(일) ~ 2005년 2월

2005년 10월 18일 1차 구간 개통(문양~사월)에 대비하여 도입됐다. 과거 대우중공업 소유였던 로템의 의왕공장에서 생산됐으나 공장 내 유치 공간이 부족하여 2004년 여름부터 2005년에 로템 창원공장으로 갑종회송됐다. 2004년 10월 17일에 첫 두 편성이 동대구역으로 갑종회송된 후 트레일러에 적재, 문양차량사업소로 운반됐다.

## 기술 사양
기본적 사양은 한국형 표준전동차에 기초하나, 차체는 스테인리스를 사용하여 종래의 차량과 비슷한 형태의 차체 형상을 하고 있다. 그리고 차량 유리에 흑색 코팅으로 마감 처리를 한 기존의 대구교통공사 1000호대 전동차와는 달리 청색 코팅으로 마감 처리를 하였다. 그리고 선두부 형상은 인천 도시철도 1호선 1차분 전동차와 흡사한 유선형이나, 비상탈출구가 제외되었다. 그리고 한국형 표준전동차에 기초한 부산교통공사 3000호대 전동차와 구동음이 같다. 운행방식은 (수동운전, 반자동운전)이다.
2000호대 전동차는 제작 초기분부터 열차 시설 전체를 불연재로 제작하여 운영했다. 이는 2호선 개통 2년 전에 1호선에서 발생한 대구 지하철 참사에 대한 후속조치의 일환이었다.

## 편성
6량 1편성으로 운행되고 있는 통근형 전동차이며, 수요량이 증가할 경우 8량으로 증편할 수 있다. 따라서 대구 도시철도 2호선의 모든 역들은 8량 대응으로 건설되었다.
| 객차번호 | 설치된 전장품 |
| -------- | ------------- |
| 21XX     | Tc1           |
| 22XX     | M1            |
| 25XX     | T1            |
| 26XX     | M2            |
| 27XX     | M1            |
| 28XX     | Tc2           |

## 배속
- 201~230편성 : 문양차량사업소, 6량
- 전 편성의 경검수를 문양차량사업소에서 실시한다. 단, 중검수는 1호선의 월배차량사업소에서 실시한다. 이 때, 차량의 이동은 청라언덕역과 명덕역 사이에 위치해 있는 연결 선로를 이용한다.

## 현재 운행구간
- ● 대구 도시철도 2호선: 문양 - 영남대

## 현황
| 차호     | 도입 시기 | 운행 중단 시기 | 비고                       |
| -------- | --------- | -------------- | -------------------------- |
| 201 편성 | 2004년    | 운행 중        |                            |
| 202 편성 | 2004년    | 운행 중        |                            |
| 203 편성 | 2004년    | 운행 중        |                            |
| 204 편성 | 2004년    | 운행 중        |                            |
| 205 편성 | 2004년    | 운행 중        |                            |
| 206 편성 | 2004년    | 운행 중        |                            |
| 207 편성 | 2004년    | 운행 중        | 전조등이 LED로 개조되었다. |
| 208 편성 | 2004년    | 운행 중        |                            |
| 209 편성 | 2004년    | 운행 중        |                            |
| 210 편성 | 2004년    | 운행 중        | 전조등이 LED로 개조되었다. |
| 211 편성 | 2004년    | 운행 중        |                            |
| 212 편성 | 2004년    | 운행 중        |                            |
| 213 편성 | 2004년    | 운행 중        |                            |
| 214 편성 | 2004년    | 운행 중        |                            |
| 215 편성 | 2004년    | 운행 중        |                            |
| 216 편성 | 2005년    | 운행 중        | 전조등이 LED로 개조되었다. |
| 217 편성 | 2005년    | 운행 중        |                            |
| 218 편성 | 2005년    | 운행 중        |                            |
| 219 편성 | 2005년    | 운행 중        |                            |
| 220 편성 | 2005년    | 운행 중        |                            |
| 221 편성 | 2005년    | 운행 중        | 전조등이 LED로 개조되었다. |
| 222 편성 | 2005년    | 운행 중        |                            |
| 223 편성 | 2005년    | 운행 중        |                            |
| 224 편성 | 2005년    | 운행 중        |                            |
| 225 편성 | 2005년    | 운행 중        |                            |
| 226 편성 | 2005년    | 운행 중        |                            |
| 227 편성 | 2005년    | 운행 중        | 전조등이 LED로 개조되었다. |
| 228 편성 | 2005년    | 운행 중        |                            |
| 229 편성 | 2005년    | 운행 중        |                            |
| 230 편성 | 2005년    | 운행 중        |                            |

## 같이 보기
- 대구교통공사 1000호대 전동차
- 대구교통공사 3000호대 전동차